# Dioscorea calcicola
Dioscorea calcicola är en enhjärtbladig växtart som beskrevs av David Prain och Isaac Henry Burkill. Dioscorea calcicola ingår i släktet Dioscorea och familjen Dioscoreaceae. Inga underarter finns listade i Catalogue of Life.